# تشارلز لويس (سياسي نيوزلندي)
تشارلز لويس (بالإنجليزية: Charles Lewis)‏ هو سياسي نيوزلندي، ولد في 1857 في كرايستشرش في نيوزيلندا، وتوفي في 28 نوفمبر 1927. انتخب عضو مجلس النواب النيوزيلندي.